# Квірін

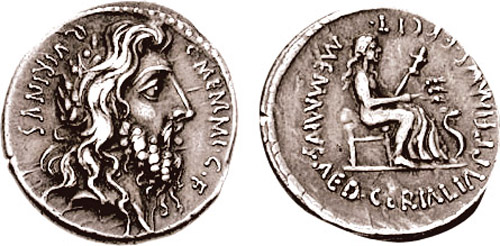
Квірін на римській монеті, 56 рік до н. е.

Квірі́н (лат. Quirinus) — староіталійське божество, культ якого згодом злився з культом Марса. Первісно Квірін був покровителем хліборобства. Йому віддавали шану на одному з римських пагорбів, який називався Квіринал. Ім'ям Квіріна римляни називали обожненого Ромула.

## Квірін у міфах
Засновник Риму, Ромул, правив 36 років, успішно воюючи з ворогами, чим примножував багатство, славу і землі держави. Цього не міг стерпіти бог війни Марс, що жадав убивств і крові, а не процвітання. Він звернувся до Юпітера з проханням виконати давню обіцянку і взяти Ромула живим на небо аби Рим позбувся царя. Коли Ромул вкотре оглядав своє військо, раптово настало сонячне затемнення і коли темрява розсіялася, Ромул зник зі свого трону. Римом стали ширитися чутки начебто наближені Ромула розірвали його на шматки, а рештки тіла сховали під тогами. Назрівала ворожнеча між громадянами Риму. В цей час втрутився Прокул Юлій, соратник Ромула. Він розповів, що бачив Ромула, котрий з'явився перед ним на дорозі з Альба-Лонги до Риму. Той повідав, що був узятий на небо, де став богом, і дав пророцтво: Рим правитиме усім світом і не знайдеться жодної сили, здатної протистояти зброї римлян. Почувши це, римський народ визнав Ромула богом і припинив суперечки.
Вдові Ромула, Герсалії, богиня Юнона прислала свою посланицю — богиню веселки Іриду. Вона повідомила ще раніше за Юлія, що Ромул став богом і Герсалія матиме одну нагоду ще раз зустрітися з ним. Коли вони вийшли на один з римських пагорбів, з неба впала зірка, від якої Герсалія загорілася і в полум'ї піднялася на небо. Там вона знову стала дружиною Ромула-Квіріна, відомою відтоді як богиня Гора.